# Френсіс Чарльз Сеймур-Конвей, 3-й маркіз Гертфордський
Френсіс Чарльз Сеймур-Конвей, 3-й маркіз Гертфордський (англ. Francis Charles Seymour-Conway, 3rd Marquess of Hertford), Кавалер Ордену Підв'язки, Лицар-Великий Командор Королівського гвельфського ордена, таємний радник Високоповажної Таємної ради Його Величності (11 березня 1777 — 1 березня 1842), віконт Бічемський між 1793 і 1794 та граф Ярмутський між 1794 і 1822 роками — британський консервативний політик і колекціонер творів мистецтва. Третій із фундаторів видатної мистецької колекції, що згодом стала Зібранням Воллеса.
1. 1 2 3 4  Lundy D. R. The Peerage
2. 1 2  Pas L. v. Genealogics — 2003.
3. 1 2 3 4 5 6 7  The History of Parliament
4. 1 2 3 4  Kindred Britain